# Jake i Blake
Jake i Blake to serial telewizyjny z Argentyny. Opowiada historię o dwóch bliźniakach, którzy zostali rozdzieleni zaraz po urodzeniu. Zwiastun serialu wyemitowano 29 listopada 2009, a serial miał swoją oficjalną premierę 8 grudnia 2009 na Disney Channel w Ameryce Łacińskiej. Serial stworzony jest przez Crisa Morenę i produkowany przez Cris Morena Group oraz RGB Entertainment. Serial kręcony był w Buenos Aires, Argentynie dla amerykańskiego Disney Channel po angielsku. Pomimo tego że serial kręcony jest w innym języku, wszyscy aktorzy pochodzą z Argentyny.

## Fabuła
Jake i Blake to dwaj bliźniacy, którzy zostali rozdzieleni zaraz po urodzeniu. Jake jest oddanym uczniem w swojej szkole, a Blake gwiazdą popu. Chłopcy spotykają się po tym, gdy Jake zostaje wyrzucony ze szkoły. Po dyskusji braci o swoim życiu i dużym fizycznym podobieństwie, decydują się oni na zmianę swych ról. Serial jest podobny do historii „Księcia i żebraka”.

## Obsada

### Główna
- Benjamín Rojas –
  - Jake Valley – Został znaleziony przez Kathy w morzu. Najlepszy uczeń w Kingdom College, a jego specjalność to matematyka. Jest kiepski w sporcie, ale jest świetnym pływakiem. Najlepsza przyjaciółka Jake’a to jego sąsiadka – Annie. Ma uczulenie na zwierzęta i pieprz. Po poznaniu Blake’a nie chce się zamienić rolami, ale przypadkiem zostaje zabrany przez Mirandę. Tak zaczyna się jego nowe życie, które zmienia to dotychczasowe – w końcu odnajduje rodzinę i własną przeszłość, staje się pewniejszy oraz odnajduje swoją miłość – Hope. To raczej spokojna osobowość, ale potrafi zaskakiwać.
  - Blake Hill – Został uratowany w czasie sztormu przez jego przybranych rodziców (w trakcie serialu są już po rozwodzie). Ma młodszego brata Maxa oraz owczarka niemieckiego Kurta. Blake to sławny piosenkarz. Jednak sława zaczyna go męczyć, więc wykorzystuje spotkanie z Jakiem, by móc odpocząć. Szybko znajduje przyjaciółkę w Annie, do której szybko zaczyna czuć coś więcej, a w II sezonie zostają parą. Blake ma zwyczaj zachowywać się egoistycznie i jak samolub, ale zaczyna to dostrzegać i stopniowo widać jego zmianę. Blake, w przeciwieństwie do Jake’a, to świetny sportowiec, ale nie radzi sobie z nauką – wymaga to od niego wiele wysiłku. Blake jest także bardziej zwariowany od swojego brata.
- Sofía Reca – Hope Fontana – Poznajemy ją jako zwariowaną fankę Blake’a, która straciła dla niego kompletnie głowę. Ciągle wierzy, że w końcu będą razem. Los jednak stawia przed nią Jake’a. Chłopak jednak nie mówi jej kim jest. Prawdę poznaje pod koniec I sezonu i zrywa z nim. Mimo wszystko nadal coś do niego czuje i ostatecznie wybacza mu. W trakcie II sezonu zaczyna swoją karierę jako piosenkarka razem z Annie. Jej najlepsza przyjaciółka to Marina. Razem uczęszczają do Reaview School. Pracowała na stacji benzynowej „Self”, ale odeszła po problemach z szefem. Jest przewodniczącą Fan Clubu Blake’a, ale w ostatnim odcinku I sezonu rzuca to. Wraca do tej roli pod koniec II sezonu. Hope to postać dosyć emocjonalna, ale cała ta historia sprawia, że dorasta – nie jest już tą samą słodziutką dziewczynką co na początku serialu.
- Melanie Green – Annie Brunch/Landers – Sąsiadka i najlepsza przyjaciółka Jake’a. Razem z Jakiem uczęszcza do Kingdom College. Jej najlepsza przyjaciółka to Paloma. W I sezonie zostaje przewodniczącą szkoły. Annie marzy o tym by zostać tancerką. W II sezonie, razem z Hope, zaczyna karierę jako piosenkarka. Zamiana ról sprawia, że odnajduje swoją miłość – Blake’a, z którym zaczyna się spotykać od II sezonu. To postać, która często wytyka mu jego błędy, przez co ma wpływ na zmiany jakie w nim zaszły. Annie nie jest słabą dziewczyną. Ma mocny charakter. W czasie trwania serialu pojawia się rozbieżność dotycząca jej nazwiska. W pierwszym sezonie to Brunch, a drugim Landers.
- Tomás Martínez – Max Hill – Młodszy przyrodni brat Blake’a. Jest jedną z pierwszych postaci, które poznają prawdę. Staje się pośrednikiem pomiędzy braćmi. Nierzadko im pomaga, czasami nawet sensownie pouczając. Niestety, rola Maxa spada w II sezonie. Początkowo jego relacje z Blakiem są bardzo kiepskie – mówił nawet, że wolałby mieć Jake’a za brata, ale stopniowo się polepszają. Uczęszcza do St George College.

### Drugoplanowe
- Ana Justo jako Kathy – Babcia Jake’a. Bardzo go kocha.
- Victoria Maurette jako Miranda – Menadżerka Blake’a. Z początku Blake się w niej podkochiwał dopóki nie poznał Annie.
- Pablo Drutman jako Buddy – Służący Blake’a. Pomimo to go bardzo lubi.
- Fabio Aste jako Joaquin Patrick Fink – Bogacz. Ciągle kombinuje żeby rozdzielić Jake’a i Blake’a. Stryj Jake’a i Blake’a
- Marcelo Andino jako Slate – Pomocnik pana Finka. Zawsze wszystko zrobi źle.
- Diego Child jako Bruce – Najlepszy przyjaciel Blake’a. Gra na gitarze.
- Matías Mayer jako Alan King – Kolega z klasy Jake’a. Chce zrobić mu wiele przykrości. Syn dyrektora.
- Diego Leske jako Señor King – Ojciec Alana. Dyrektor szkoły Kingdom High Collage.

## Wersja polska
Wersja polska: SDI Media Polska

Reżyseria: Agnieszka Zwolińska-Składanowska

Dialogi:
- Agnieszka Zwolińska,
- Olga Rojewska (odc. 12, 21-22, 24),
- Dominik Kaczmarski (odc. 18)

Wystąpili:
- Grzegorz Kwiecień –
  - Jake,
  - Blake
- Joanna Pach – Hope
- Adam Pluciński – Max Hill
- Katarzyna Łaska – Annie
- Wit Apostolakis-Gluziński – Jack Russell
- Elżbieta Gaertner – Babcia Jake’a
- Leszek Zduń – Slate
- Julia Kołakowska – Miranda
- Magdalena Krylik – Connie Mahoney
- Agnieszka Fajlhauer –
  - Paula,
  - Liza Marie,
  - Ptysia,
  - Augustina
- Anna Wodzyńska – Alex Einstein
- Anna Gajewska – Pryscilla Preston
- Artur Kaczmarski – Elvis Preston
- Krzysztof Cybiński – pan Fynk
- Michał Podsiadło – Bruce
- Robert Kuraś – Alan
- Łukasz Węgrzynowski – Buddy
- Piotr Warszawski – pan Lesmor, nauczyciel matematyki
- Jan Staszczyk – Phillip
- Bartosz Martyna –
  - Brian,
  - Federick,
  - Fabio,
  - różne role
- Andrzej Konopka
- Łukasz Talik
- Monika Pikuła
- Wojciech Rotowski
- Marta Dobecka
- Lena Frankiewicz
- Joanna Borer
- Olga Omeljaniec
- Milena Suszyńska
- Grzegorz Drojewski
- Wojciech Medyński
- Tomasz Robaczewski
- Tomasz Steciuk
- Barbara Pigoń
- Maciej Więckowski
- Krzysztof Szczerbiński
- Józef Pawłowski
- Anna Ułas
- Mieczysław Morański
- Anna Sztejner

i inni
Lektor:
- Artur Kaczmarski (odc. 1-6, 8-11, 13-23)
- Tomasz Kozłowicz (odc. 7, 12, 21-22, 24)

## Odcinki
| Sezon | Odcinki | Premiera sezonu   | Finał sezonu      | Premiera sezonu  | Finał sezonu           |
| --- | ------- | ----------------- | ----------------- | ---------------- | ---------------------- |
| 1 | 26      | 29 listopada 2009 | 21 stycznia 2010  | 27 września 2010 | 6 października 2011[A] |
| 2 | 26      | 30 kwietnia 2010  | 13 listopada 2010 | 9 maja 2011      | 24 czerwca 2011        |
| A^ Premierową emisję pierwszego sezonu zakończono 29 października 2010, zostawiając niewyemitowany ostatni odcinek pierwszej serii. Odcinek ten wyemitowano 6 października 2011 roku. |         |                   |                   |                  |                        |

### Seria 1
| #  | Tytuł                   | Tytuł angielski             | Premiera          | Premiera w Polsce    |
| -- | ----------------------- | --------------------------- | ----------------- | -------------------- |
| 1  | Como un Espejo          | Like a Mirror               | 29 listopada 2009 | 27 września 2010     |
| 2  | Él y yo                 | He and Me                   | 8 grudnia 2009    | 28 września 2010     |
| 3  | Ceniciento              | Cindrella                   | 9 grudnia 2009    | 29 września 2010     |
| 4  | Famosos anónimos        | Famous Unknowns             | 10 grudnia 2009   | 30 września 2010     |
| 5  | Como pez en el agua     | Like a Fish in the Water    | 14 grudnia 2009   | 1 października 2010  |
| 6  | Liberen a Kurt          | Free Kurt                   | 15 grudnia 2009   | 4 października 2010  |
| 7  | Hermanos                | Brothers                    | 16 grudnia 2009   | 5 października 2010  |
| 8  | Intercolegial           | Interscholastic Competition | 17 grudnia 2009   | 6 października 2010  |
| 9  | Cosas de chicas         | Girl Stuff                  | 21 grudnia 2009   | 7 października 2010  |
| 10 | ¡¡Salven a la Granja!!  | Save Our Farm!!!            | 22 grudnia 2009   | 8 października 2010  |
| 11 | Compromiso              | Commitment                  | 23 grudnia 2009   | 11 października 2010 |
| 12 | Celos                   | Jealousy                    | 28 grudnia 2009   | 12 października 2010 |
| 13 | Pánico                  | Panic                       | 29 grudnia 2009   | 13 października 2010 |
| 14 | Lazos de familia        | Family Ties                 | 30 grudnia 2009   | 14 października 2010 |
| 15 | Ser el otro             | Be the Other                | 4 stycznia 2010   | 15 października 2010 |
| 16 | Mens Sana               | Sa lie                      | 5 stycznia 2010   | 18 października 2010 |
| 17 | Cuestión de numeros     | Our Teacher, Aida           | 6 stycznia 2010   | 19 października 2010 |
| 18 | De Madres e Hijos       | On Mothers and Sons         | 7 stycznia 2010   | 20 października 2010 |
| 19 | Que Los Cumplas Feliz   | Happy Birthday to You       | 11 stycznia 2010  | 21 października 2010 |
| 20 | La Familia Perfecta     | The Perfect Family          | 12 stycznia 2010  | 22 października 2010 |
| 21 | ¿Yo... Soy Yo?          | Am I... Me?                 | 13 stycznia 2010  | 25 października 2010 |
| 22 | Las Cosas Por Su Nombre | Call a Spade a Spade        | 14 stycznia 2010  | 26 października 2010 |
| 23 | Confesiones Confundidas | Confessions Confused        | 18 stycznia 2010  | 27 października 2010 |
| 24 | El Amor De Mi Vida      | Love of My Life             | 19 stycznia 2010  | 28 października 2010 |
| 25 | Mejores Amigos          | Best Friends                | 20 stycznia 2010  | 29 października 2010 |
| 26 | Volviendo a Ser Yo      | Back to Being Me            | 21 stycznia 2010  | 6 października 2011  |

### Seria 2
| #  | Tytuł                  | Tytuł angielski                      | Premiera             | Premiera w Polsce |
| -- | ---------------------- | ------------------------------------ | -------------------- | ----------------- |
| 27 | Fynklandia             | Fynk World                           | 30 kwietnia 2010     | 9 maja 2011       |
| 28 | Sacarse Las Caretas    | Taking Off the Masks                 | 1 maja 2010          | 10 maja 2011      |
| 29 | Talentosas             | Gifted Girls                         | 8 maja 2010          | 11 maja 2011      |
| 30 | El Blues Del Bungalow  | Bungalow Blues                       | 15 maja 2010         | 12 maja 2011      |
| 31 | La Reconquista         | Reconquest                           | 22 maja 2010         | 16 maja 2011      |
| 32 | El Secreto De Agustina | Agustina’s Secret                    | 5 czerwca 2010       | 17 maja 2011      |
| 33 | Despistados            | Misleaders Misled                    | 12 czerwca 2010      | 18 maja 2011      |
| 34 | Clonados               | Cloned Characters                    | 19 czerwca 2010      | 19 maja 2011      |
| 35 | Premiados              | Prize-Winning Boys                   | 26 czerwca 2010      | 23 maja 2011      |
| 36 | Buena Imagen           | Reputation Defenders                 | 10 lipca 2010        | 24 maja 2011      |
| 37 | Palabras               | Magic Words                          | 17 lipca 2010        | 25 maja 2011      |
| 38 | Nada Nuevo Bajo El Sol | There’s Nothing New Under the Sun    | 24 lipca 2010        | 26 maja 2011      |
| 39 | Ayudantes              | Helpers                              | 31 lipca 2010        | 30 maja 2011      |
| 40 | Injusticias Varias     | Miscellaneous Injustices             | 7 sierpnia 2010      | 31 maja 2011      |
| 41 | Hablar de Mas          | A Babblermouth                       | 5 lipca 2011         | 1 czerwca 2011    |
| 42 | Cuidados de Madre      | Mother Cares                         | 14 sierpnia 2010     | 2 czerwca 2011    |
| 43 | Revueltos de Revueltas | Scrambled Revolts                    | 21 sierpnia 2010     | 6 czerwca 2011    |
| 44 | Sobre Enganado Mentido | Not Only Cheated But Also Fooled     | 28 sierpnia 2010     | 7 czerwca 2011    |
| 45 | Las Shushinas          | The Sushis                           | 4 września 2010      | 8 czerwca 2011    |
| 46 | Los Reyes del Retro    | Kings of Retro World                 | 11 września 2010     | 9 czerwca 2011    |
| 47 | Maldiciones            | Curses                               | 18 września 2010     | 13 czerwca 2011   |
| 48 | Triunfadores           | Winners                              | 25 września 2010     | 14 czerwca 2011   |
| 49 | Ojo por Ojo            | An Eye for an Eye, a Lens for a Lens | 16 października 2010 | 15 czerwca 2011   |
| 50 | Cain y Abel            | Cain and Abel                        | 30 października 2010 | 16 czerwca 2011   |
| 51 | Hay Equipo             | We’re a Team                         | 6 listopada 2010     | 24 czerwca 2011   |
| 52 | Jake & Blake           | Jake & Blake                         | 13 listopada 2010    | 24 czerwca 2011   |